# پیریک بورات
پیریک بورات (به انگلیسی: Pierrick Bourrat)  استاد ارشد در فلسفه] دانشگاه مک‌کواری، سیدنی، استرالیا و از سال ۲۰۱۷ تا ۲۰۲۰ محقق دانشگاه مک‌کواری است در سال ۲۰۱۵، دکترای فلسفه زیست‌شناسی را در دانشگاه سیدنی به پایان رسانده‌است.
از کتاب‌های منتشر شده توسط او می‌توان از حقایق، قراردادها، و سطوح انتخاب (عناصر در فلسفه زیست‌شناسی نام برد.